# Камара, Наби
Наби Камара (фр. Naby Camara) — гвинейский футбольный тренер. Возглавлял сборную Гвинеи на летних Олимпийских играх 1968 года.

## Биография
В 1968 году являлся главным тренером национальной сборной Гвинеи на летних Олимпийских играх в Мехико. В своей группе Гвинея заняла последнее четвёртое место, уступив Колумбии, Мексики и Франции.